# Dobra (gromada w powiecie nowogardzkim)
Dobra – dawna gromada, czyli najmniejsza jednostka podziału terytorialnego Polskiej Rzeczypospolitej Ludowej w latach 1954–1972.
Gromady, z gromadzkimi radami narodowymi (GRN) jako organami władzy najniższego stopnia na wsi, funkcjonowały od reformy reorganizującej administrację wiejską przeprowadzonej jesienią 1954 do momentu ich zniesienia z dniem 1 stycznia 1973, tym samym wypierając organizację gminną w latach 1954–1972.
Gromadę Dobra z siedzibą GRN w mieście Dobrej (nie wchodzącym w jej skład) utworzono 1 stycznia 1958 w powiecie nowogardzkim w woj. szczecińskim z obszarów zniesionych gromad Dobropole i Krzemienna w tymże powiecie.
Pod koniec 1960 w skład gromady Dobra  wchodziły następujące miejscowości: Anielino, Bienice, Bieńczyce, Błądkowo, Dobropole, Grzęzienko, Grzęzno, Krzemienna, Tucze, Wojtaszyce, Wrześno, Zapłocie i Żabi Dół.
W 1965 roku gromada miała 21 członków gromadzkiej rady narodowej.
1 stycznia 1972 do gromady Dobra włączono tereny o powierzchni 2.012 ha (w tym miejscowości Kościelnik i Karniszyn) z miasta Dobra w tymże powiecie.
Gromada przetrwała do końca 1972 roku, czyli do kolejnej reformy gminnej. 1 stycznia 1973 w powiecie nowogardzkim utworzono gminę Dobra (w latach 1999-2001 gmina Dobra należała do powiatu goleniowskiego w woj. zachodniopomorskim, a od 2002 należy do reaktywowanego powiatu łobeskiego w tymże województwie).